# 男遊郭
男遊郭（おとこゆうかく）とはディースリー・パブリッシャーにより運営されている女性向けコンテンツ。スマートフォン用アプリの恋愛ADVサービス『スマホカレシ』の人気タイトル『逆転吉原』から始まったシチュエーションCDやゲームなどのシリーズ。
ゲームアプリの段階では男遊郭の名称は使用されず、CDでタイトルの一部に起用されてから、ゲームソフトで正式にタイトルになった。

## ゲーム
移植された媒体・言語によってタイトルが異なる。
- 『逆転吉原 菊屋編』
  - PlayStation Vitaへの移植『男遊郭』（後述）
  - PCへの移植『The Men of Yoshiwara:Kikuya』
  - Nintendo Switchへの移植（タイトルはそのまま）
- 『逆転吉原 扇屋編』
  - PCへの移植『The Men of Yoshiwara:Ohgiya』
  - ワールドワイド版アプリ『艶恋絵巻』
  - Nintendo Switchへの移植（タイトルはそのまま）

## CD
シチュエーションCD
- 男遊郭の秘めたる遊戯 金紅の契
- 男遊郭の秘めたる遊戯 銀朱の交
- 男遊郭の秘めたる遊戯 黒曜の情
- 男遊郭の艶寝 第一夜 高尾
- 男遊郭の艶寝 第二夜 神楽
- 男遊郭の艶寝 第三夜 いろは
- 男遊郭の艶寝 第四夜 ときわ
- 男遊郭の艶寝 第五夜 かげろう
- 男遊郭の艶寝 第六夜 伊東慶次

ゲーム版サウンドトラック
- 男遊郭〜徒桜〜 主題歌＋サウンドトラックCD

## 書籍
アンソロジー
- 逆転吉原（アプリ版のコミックアンソロジー）
- 男遊郭-初会の夜の夢-（PS Vita版のコミックアンソロジー）

ムック
- 男遊郭 公式ビジュアルファンブック〜艶絵巻〜

## PS Vita版
『男遊郭』（おとこゆうかく）は、ディースリー・パブリッシャーより2015年2月19日に発売されたPlayStation Vita用女性向け恋愛アドベンチャーゲーム。

## イベント
『男遊郭～夏の宵の花吹雪～』は、ディースリー・パブリッシャーによる主催でレイネットにより制作された2015年8月9日に開催されたイベントである。イベントの模様はDVD化されている。

## 登場人物

### 主人公
偉宝みさを（ひでとみ みさを）
アプリ『逆転吉原 菊屋編』・PS Vita用『男遊郭』の主人公。名称変更可能。舞台となる「女宝島」で母とともに船問屋を営んでいる生娘。店の遣いで郭を訪れたことから、図らずも菊屋の傾城達と出会い恋に落ちる。奥手ではあるが、一度恋に落ちると、素直で一途に愛を貫き、ただひたすら相手の為を思って行動する。
染井清葉（そめい きよは）
アプリ『逆転吉原 扇屋編』の主人公。名称変更可能。呉服屋の跡取り娘として大切に育てられてきた。それなりの教養は身につけているが、男性に関しては未経験で知識しかない。用心棒の武蔵を兄のように頼りにしている。

### 攻略キャラ
高尾（たかお）
声 - 森久保祥太郎
年齢26歳。身長188cm。遊廓「菊屋」の花魁。太夫。『逆転吉原 菊屋編』と PS Vita用『男遊郭』に登場。自分の手に入れられないものは何もないと豪語する、菊屋の誇る人気No.1の「花魁」。根は素直なのだが、見栄と張りの世界吉原では俺様然とした態度が問題になることも多い。8歳の時分から遊郭育ち。
ときわ
声 - 鳥海浩輔
年齢23歳。身長178cm。高尾の付き人。部屋持。異国の血の入った金髪。以前は売れっ子の新造だったが、客と一悶着起こしてしまい今は再修行中。『逆転吉原 菊屋編』と PS Vita用『男遊郭』に登場。
神楽（かぐら）
声 - 置鮎龍太郎
年齢28歳。身長185cm。遊廓「菊屋」太夫。高尾と並ぶ、菊屋の誇る「花魁」。剣術、剣舞、古典や書道などをたしなみ、吉原随一の教養を持つと噂されている。人にこころを許さず、常に一歩引き、笑顔を見せない。『逆転吉原 菊屋編』と PS Vita用『男遊郭』に登場。
かげろう
声 - 野島健児
年齢19歳。身長168cm。神楽の付き人。振袖新造。まだ体を売ったことがなく、神楽の付き人として修行中。神楽を信奉しており、身を売るだけでなく、武芸にも秀でたいと野望を持つ。毒舌で、誰に対しても媚びることがない。『逆転吉原 菊屋編』と PS Vita用『男遊郭』に登場。
いろは
声 - 黒田崇矢
年齢32歳。身長185cm。遊廓「菊屋」の遺り手。とある事情で遊郭に売られた。既に年季は明けたが遊郭を管理する遣り手についている。『逆転吉原 菊屋編』と PS Vita用『男遊郭』に登場。
隼（はやぶさ）
アプリ『逆転吉原 菊屋編』主人公の幼馴染。部屋持。『逆転吉原 菊屋編』に登場。主人公への恋心をひた隠し、傾城となった。
滝川（たきがわ）
遊廓「菊屋」の高尾と人気を二分する「扇屋」の花魁。『逆転吉原 扇屋編』に登場。
朝霧（あさぎり）
傾城。『逆転吉原 扇屋編』に登場。
岳人（がくと）
滝川と1位を争う「扇屋編」の誇る花魁。『逆転吉原 扇屋編』に登場。
空蝉（うつせみ）
傾城。『逆転吉原 扇屋編』に登場。
あげは
花魁見習い。『逆転吉原 扇屋編』に登場。
伊東慶次（いとうけいじ）
声 - 柿原徹也
遊廓「菊屋」の新入りの傾城。PS Vita用『男遊郭』に登場。奔放な振る舞いと、奇妙な繊細さとが同居する、新入りの若き傾城。
他の見世で粗相をしたことから菊屋へやってきたというが、その真相を知るものは誰もいない。
冴木（さえき）
声 - 杉田智和
ある華族に仕える家令。正体は鬼。PS Vita用『男遊郭』に登場。